# Greencastle (Indiana)
Greencastle és una població dels Estats Units a l'estat d'Indiana. Segons el cens del 2000 tenia 9.880 habitants.

## Demografia
Segons el cens del 2000, Greencastle tenia 9.880 habitants, 3.353 habitatges, i 2.038 famílies. La densitat de població era de 719,8 habitants/km².
Dels 3.353 habitatges en un 30,2% hi vivien nens de menys de 18 anys, en un 46,1% hi vivien parelles casades, en un 11,9% dones solteres, i en un 39,2% no eren unitats familiars. En el 34,3% dels habitatges hi vivien persones soles el 13,9% de les quals corresponia a persones de 65 anys o més que vivien soles. El nombre mitjà de persones vivint en cada habitatge era de 2,28 i el nombre mitjà de persones que vivien en cada família era de 2,93.
Per edats la població es repartia de la següent manera: un 20,2% tenia menys de 18 anys, un 27,3% entre 18 i 24, un 22,2% entre 25 i 44, un 15,9% de 45 a 60 i un 14,3% 65 anys o més.
L'edat mediana era de 27 anys. Per cada 100 dones de 18 o més anys hi havia 82,2 homes.
La renda mediana per habitatge era de 29.798$ i la renda mediana per família de 41.250$. Els homes tenien una renda mediana de 30.940$ mentre que les dones 20.889$. La renda per capita de la població era de 15.351$. Entorn del 7,6% de les famílies i el 9,8% de la població estaven per davall del llindar de pobresa.

## Poblacions més properes
El següent diagrama mostra les poblacions més properes.